# José Valentín Maldonado Salgado
José Valentín Maldonado Salgado (Ciudad de México, 14 de febrero de 1980) es un político mexicano, miembro del Partido de la Revolución Democrática (PRD).
Egresado de la Escuela Nacional de Artes Plásticas de la Universidad Nacional Autónoma de México de la Licenciatura en Diseño y Comunicación Visual.

## Carrera política
Militante del PRD desde 2002, consejero delegacional del partido en el DF de 2005 al 2008. Representante propietario de la Coalición Por el Bien de Todos en el Instituto Electoral del Distrito Federal. Consejero Estatal del PRD-DF de 2014 al 2015. 
Fue diputado local en la V Legislatura de la Asamblea Legislativa del Distrito Federal durante el periodo 2009-2012. Asimismo, Maldonado fue diputado federal de la LXII legislatura en el H. Congreso de la Unión por el Distrito 23 del Distrito Federal de 2012 a 2015 y posteriormente solicitó licencia para ser candidato a jefe delegacional de Coyoacán por el PRD.
En las Elecciones en el Distrito Federal de México de 2015 obtuvo la jefatura delegacional con 65,955 votos. Pidió licencia a su cargo en 2018.